# Symphonie no 10 de Mozart
Pour les articles homonymes, voir Symphonie no 10 et K74.

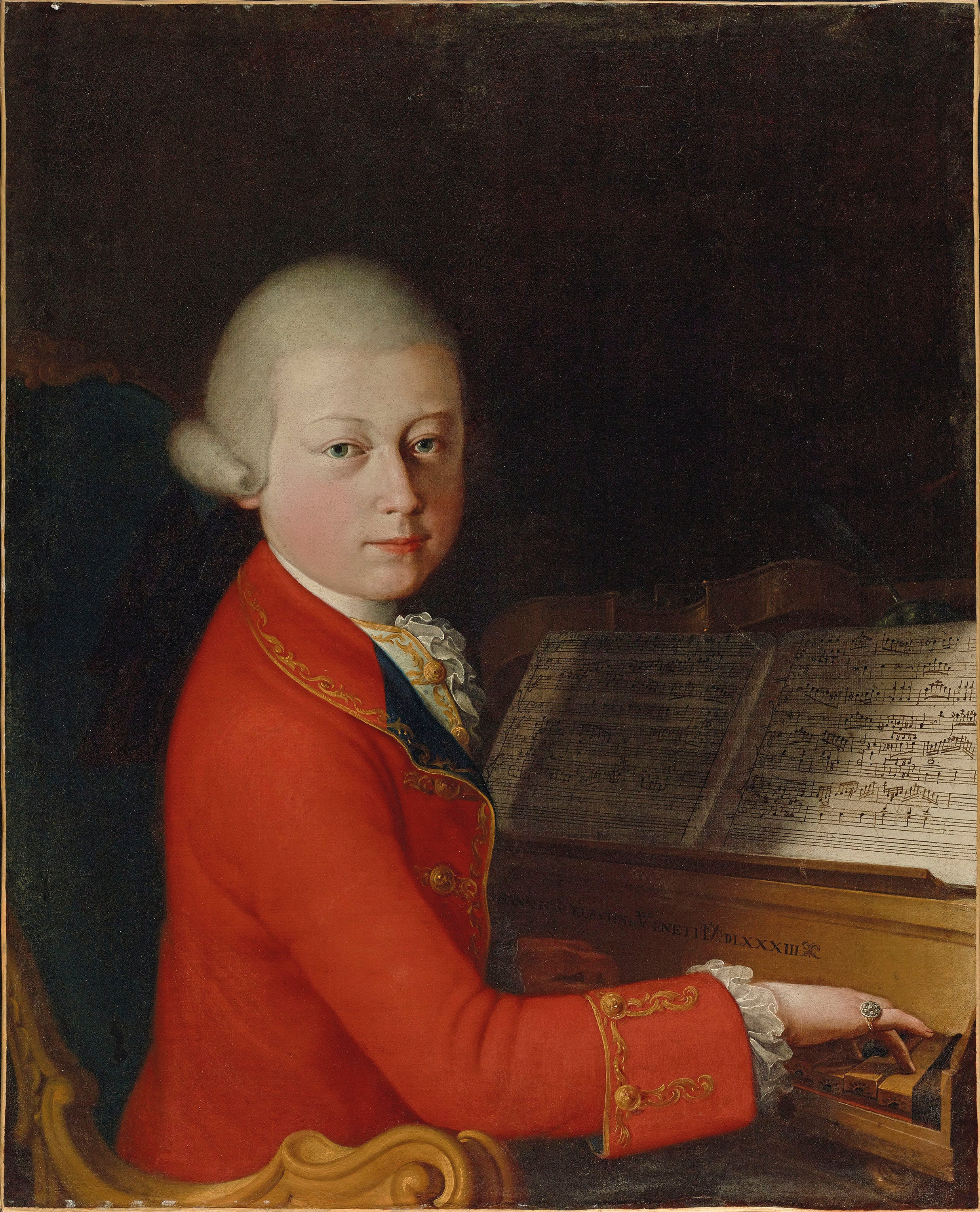
Portrait de Wolfgang Amadeus Mozart à 13 ans à Verone attribué à Giambettino Cignaroli.

La Symphonie no 10 en sol majeur KV 74 est une symphonie de jeunesse de Mozart, composée au printemps 1770, probablement lors de son premier voyage en Italie.
La partition autographe de l'œuvre, où on ne trouve pas de remarques supplémentaires de Mozart, comporte la mention « Ouverture zur Oper Mitridate » (Ouverture de l'opéra Mitridate) de la main de Johann Anton André, qui est barrée à l'exception du mot Ouverture. De toute évidence, André avait l'impression que cette pièce était prévue à l'origine comme une ouverture pour Mitridate, re di Ponto (qui possède une ouverture propre, différente de cette symphonie).

## Instrumentation
| Instrumentation de la symphonie no 10                                |
| Cordes                                                               |
| premiers violons, seconds violons, altos, violoncelles, contrebasses |
| Bois                                                                 |
| 2 hautbois                                                           |
| Cuivres                                                              |
| 2 cors en sol                                                        |

## Structure
La symphonie comprend 2 mouvements dont le premier est divisé en un Allegro enchaîné avec un Andante.
1. Allegro, en sol majeur, à , 117 mesures, ➜Andante (à la mesure 118), en do majeur, à 
, 199 mesures - partition Allegro ➜ partition Andante
2. Allegro, en sol majeur, à 
, les 16 premières mesures répétées deux fois, 129 mesures - partition

Durée : environ 9 minutes.

Thème de l'Allegro :
La lecture audio n'est pas prise en charge dans votre navigateur. Vous pouvez télécharger le fichier audio.
Thème de l'Andante :
La lecture audio n'est pas prise en charge dans votre navigateur. Vous pouvez télécharger le fichier audio.
Thème de l'Allegro (2e mouvement) :
La lecture audio n'est pas prise en charge dans votre navigateur. Vous pouvez télécharger le fichier audio.